# 四谷区
四谷区（よつやく、旧字体：四谷區）は、東京府東京市（後に東京都）にかつて存在した区である。1878年（明治11年）から1947年（昭和22年）までの期間（東京15区及び35区の時代）に存在した。現在の新宿区の一部。

## 歴史
- 1878年（明治11年）11月2日 - 郡区町村編制法により、以下の区域をもって東京府四谷区が発足。

- 四谷愛住町、四谷荒木町、四谷坂町、四谷左門町、四谷須賀町、四谷舟町（以上は現存。ただし四谷坂町以外「四谷」の冠称は廃止）
- 四谷塩町一丁目（現四谷本塩町）
- 四谷箪笥町、四谷北伊賀町、四谷新堀江町（現四谷三栄町）
- 四谷伝馬町一丁目、四谷伝馬町新一丁目、四谷伝馬町二丁目、四谷伝馬町三丁目、四谷尾張町、四谷仲町一丁目、四谷忍町、四谷塩町二丁目、四谷塩町三丁目、四谷永住町（現四谷）
- 四谷南伊賀町、四谷寺町、四谷仲町二丁目、四谷仲町三丁目、鮫河橋谷町一丁目、鮫河橋谷町二丁目（現若葉）
- 四谷南寺町（現須賀町）
- 四谷東信濃町（現信濃町、ごく一部は南元町）
- 四谷平長町、千駄ヶ谷西信濃町（現信濃町、霞ヶ丘町、霞岳町）
- 元鮫河橋町（現南元町、若葉）
- 元鮫河橋南町（現南元町）
- 四谷右京町、四谷大番町（現大京町）
- 千駄ヶ谷大番町（現大京町、霞ヶ丘町）
- 千駄ヶ谷甲賀町、千駄ヶ谷一丁目（現霞ヶ丘町）
- 千駄ヶ谷二丁目、千駄ヶ谷三丁目、千駄ヶ谷仲町一丁目、千駄ヶ谷仲町二丁目（現渋谷区千駄ヶ谷一〜六丁目、代々木一丁目）

- 1879年（明治12年）
  - 4月 - 牛込区市ヶ谷七軒町（現四谷本塩町の一部）を編入し四谷七軒町に改称。
  - 4月22日 - 千駄ヶ谷西信濃町、千駄ヶ谷甲賀町、千駄ヶ谷大番町、千駄ヶ谷一丁目、千駄ヶ谷二丁目、千駄ヶ谷三丁目、千駄ヶ谷仲町二丁目、千駄ヶ谷仲町一丁目、を南豊島郡千駄ヶ谷村に編入。
- 1880年（明治13年）9月27日 - 麹町区麹町十一丁目、十二丁目、十三丁目（現四谷）、牛込区市ヶ谷本村町の一部（現四谷本塩町）、市ヶ谷片町（現片町、ごく一部は荒木町）を編入。本村町を設置し市ヶ谷片町を四谷片町に改称。
- 1889年（明治22年）5月1日 - 市制、町村制の施行に伴う東京市の設置により、以下の再編が行われた。
  - 南豊島郡の以下の2町村の各一部を編入（カッコ内は残部の編入先）。
    - 千駄ヶ谷村（千駄ヶ谷村） - 1879年に分離した地域のうち、字西信濃町（もと千駄ヶ谷西信濃町）、火薬庫前、霞岳、川向（もと千駄ヶ谷一丁目）、甲賀町（もと千駄ヶ谷甲賀町）、池尻、大番町（もと千駄ヶ谷大番町）の7字。
- 1891年（明治24年）3月18日 - 編入された旧千駄ヶ谷村域に以下の町丁を設置。
  - 四谷西信濃町（字西信濃町・火薬庫前。現：信濃町、霞ヶ丘町、霞岳町）
  - 四谷霞ヶ岳町（字霞岳・川向・甲賀町。現：霞ヶ丘町）
  - 字大番町及び池尻は四谷大番町へ編入（現：大京町、霞ヶ丘町）。
- 1891年（明治24年）3月18日 - 豊多摩郡内藤新宿町大字内藤新宿一丁目の一部（字大木戸）を編入し四谷内藤町を設置。併せて大字内藤新宿添地町の飛地を四谷永住町へ編入。
- 1894年（明治27年）10月9日 - 甲武鉄道四ツ谷駅および信濃町駅開業。
- 1903年（明治36年）12月 - 東京市街鉄道（後の東京都電車）が新宿駅に乗り入れ。
- 1911年（明治44年） - 町名の「四谷」の冠称を廃止。鮫河橋谷町、元鮫河橋町、元鮫河橋南町を、それぞれ谷町、元町、南町に改称。
- 1915年（大正04年）5月30日 - 京王電気軌道（現在の京王線）新宿追分駅（新宿三丁目）が開業。

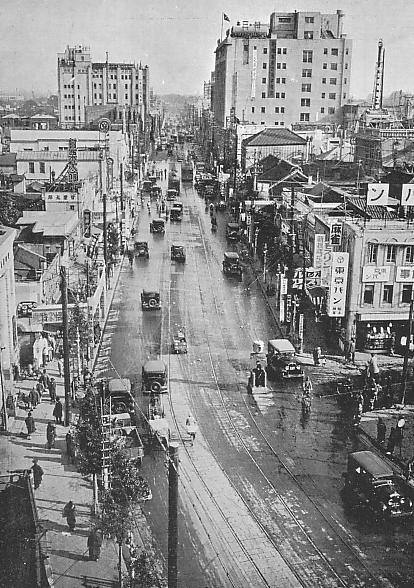
新宿通り（1933年）

- 1920年（大正09年）4月1日 - 豊多摩郡内藤新宿町を編入。以下の町丁を設置。
  - 新宿一丁目（大字内藤新宿一丁目、大字内藤新宿北裏町）
  - 新宿二丁目（大字内藤新宿二丁目、大字内藤新宿一丁目、大字内藤新宿北町）
  - 新宿三丁目（大字内藤新宿三丁目、大字内藤新宿添地町）
  - 三光町、花園町（大字内藤新宿北裏町）
  - 番衆町（大字内藤新宿番衆町、大字内藤新宿北裏町）
  - 旭町（大字内藤新宿南町）
  - 内藤新宿一丁目の一部は内藤町に編入。
- 1927年（昭和02年）10月28日 - 新宿追分駅が、京王新宿ビルディング1階に移転。
- 1930年（昭和05年）3月6日 - 新宿追分駅は、四谷新宿駅に改称。
- 1937年（昭和12年）5月1日 - 四谷新宿駅は、京王新宿駅に改称。
- 1943年（昭和18年）
  - 7月1日 - 東京都制施行により東京都四谷区となる。
  - 旧内藤新宿町の区域を除く全域で町名整理が行われ、町名をおおむね現行のものに変更。
- 1945年（昭和20年）
  - 4月13日～4月14日 - 城北大空襲を受ける
  - 7月24日 - 京王新宿駅が廃止される。
- 1947年（昭和22年）3月15日 - 淀橋区および牛込区と合併し、東京都新宿区となる。

新宿区発足後、内藤町にあった四谷区役所庁舎は新宿区役所四谷支所となり、その後1950年（昭和25年）に組織改組により新宿区四谷特別出張所に名を改めた。その後建て替えが行われ、1997年（平成9年）に新宿区四谷区民センターとして竣工した。

## 交通

### 鉄道路線
- 国鉄（現JR東日本）
  - 中央本線
    - 四ツ谷駅 - 信濃町駅
- 京王電気軌道（→東京急行電鉄（大東急）→京王帝都電鉄、現京王電鉄）
  - 京王線
    - 新宿追分駅（→四谷新宿駅→京王新宿駅、その後廃駅）
（現行の京王線新宿駅、新線新宿駅とは異なる。京王線の新宿駅付近の廃駅も参照。）

東京メトロ丸ノ内線、南北線は未開通。また北参道駅（副都心線）、新宿三丁目駅（丸ノ内線、副都心線、都営地下鉄新宿線）、新宿御苑前駅、四谷三丁目駅（丸ノ内線）、国立競技場駅（都営大江戸線）は開業していなかった。

## 医療機関
- 慶應義塾大学病院（1920年11月開院）

## 教育機関
- 慶應義塾大学医学部

## 著名な出身者
現新宿区の著名な出身者についてはこちらを参照
- 神島二郎 - 政治学者
- 桃裕行 - 歴史学者
- 園池実覧 - 応用物理学者
- 児島喜久雄 - 画家、美学、美術史の研究者
- 市川清志 - 都市計画家、教育者、工学博士
- 北村銀太郎 - 興行主、建築家
- 平岡千之 - 外交官、小説家・三島由紀夫の実弟
- 平岡美津子 - 小説家・三島由紀夫の実妹
- 植松寿樹 - 歌人
- 横井弘 - 作詞家
- 團伊玖磨 - 作曲家
- 宗武志 - 英語学者、詩人
- 岸田國士 - 劇作家、小説家、評論家、翻訳家、演出家
- 梅田晴夫 - フランス文学者、劇作家、小説家、随筆家
- 三島由紀夫 - 小説家
- 中島敦 - 小説家
- 犬養道子 - 評論家
- 森谷司郎 - 映画監督
- 成瀬巳喜男 - 映画監督
- 実相寺昭雄 - 映画監督
- ペギー葉山 - 歌手
- 平井英子 - 歌手
- 東千代之介 - 俳優
- 渥美国泰 - 俳優
- 市川松蔦 - 歌舞伎俳優
- 伊藤牧子 - 女優、声優
- 入江たか子 - 女優
- 桂木洋子 - 女優
- 玉川伊佐男 - 俳優
- 富田仲次郎 - 俳優
- 中原早苗 - 女優
- 船越英二 - 俳優
- 光川京子 - 女優
- 森下彰子 - 女優
- 三遊亭圓彌 - 落語家
- 金原亭馬の助 (初代) - 落語家
- 塩田剛三 - 武道家
- 柴田鐵雄 - 剣道家
- 安倍晋太郎 - 政治家、安倍晋三の実父
- 尾崎中和 - 陸軍軍人
- 林隆三 - 俳優、ナレーター
- 安藤太郎 - 外交官、禁酒運動家
- 吉原幸子 - 詩人